# Asociación de Guías y Scouts de Costa Rica
L'Asociación de Guías y Scouts de Costa Rica è l'associazione dello scautismo e del guidismo in Costa Rica. Lo scautismo in Costa Rica fu fondato nel 1915 e l'organizzazione divenne un membro del WOSM nel 1925. L'associazione delle guide fu fondata nel 1922 e divenne membro del WAGGGS nel 1981.
Un aspetto interessante che riguarda lo scautismo in Costa Rica è un corso universitario sullo stesso. Questo corso è fondamentale per tutti i futuri insegnanti poiché insegna i valori fondamentali del movimento.

## Programma
L'associazione è divisa in quattro branche in rapporto all'età:
- Lobatos (Cubs) (7 - 11 anni)
- Esploratori (11 - 15 anni)
- Tsuri/Senior Scouts (15 - 17 anni)
- Rovers (18 - 21 anni)

Il loro motto è Siempre listos para servir